# Clara Collet
Clara Collet (10 de septiembre de 1860-3 de agosto de 1948) fue una economista y funcionaria británica. Fue una de las primeras mujeres que se licenciaron en la Universidad de Londres y su trabajo fue fundamental en muchas reformas que mejoraron enormemente las condiciones laborales y salariales de las mujeres durante la primera parte del siglo XX. También es conocida por la recopilación de datos estadísticos y descriptivos sobre la vida de las mujeres trabajadoras y la gente pobre en Londres y en otras partes de Inglaterra.

## Educación
Su padre, Collet Dobson Collet, religioso liberal, la envió al North London Collegiate School cerca de donde vivía, que era una de las escuelas más libres para niñas en ese momento.[cita requerida] Cuando terminó su educación en el Collegiate School en 1878, el fundador de la escuela, Frances Buss, la recomendó para trabajar como maestra asistente en la recién creada Wyggeston Girls 'School, en Leicester, que luego se convertiría en el Regent College. Su salario era de 80 libras y se hizo instruir por los maestros de la escuela primaria en griego y matemáticas aplicadas .
Collet también se inscribió en la Universidad de Londres y en 1880 se graduó con una Licenciatura en Artes, lo que hace de ella una de las primeras mujeres graduadas de la Universidad de Londres. En octubre de 1885, Collet se trasladó al College Hall, en Gordon Square, y comenzó a estudiar una especialidad en filosofía moral y política, que incluía psicología y economía. Mientras estudiaba en el University College de Londres, obtuvo el Diploma de profesora. En 1886, ella y Henry Higgs recibieron conjuntamente la Beca Joseph Hume en Economía Política. Collet recibió un M.A. en 1887.

## Documentación  del trabajo de las mujeres

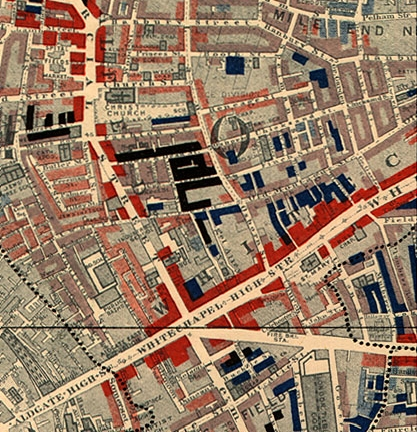
Mapa de pobreza de Booth de 1889 que muestra Whitechapel en el East End de Londres. Las zonas rojas son "acomodadas" y las zonas negras son las de "clase más baja... trabajadores ocasionales, vendedores ambulantes, holgazanes, delincuentes y semicriminales".

Después de completar su especialización, trabajó con Charles Booth en su gran trabajo de investigación sobre las condiciones imperantes en el Londres de finales del siglo XIX. En el otoño de 1888, se instaló en el East End. Estaba para trabajar en un capítulo sobre el trabajo de las mujeres en la encuesta de Booth Life and Labor of the People of London .[cita requerida]
Booth había planeado incluir un capítulo sobre el trabajo de las mujeres en su encuesta. En 1887 Alice Stopford Green inició la investigación sobre el trabajo y los salarios de las mujeres, pero en noviembre de 1888 abandonó el proyecto de Booth. Booth pidió a Beatrice Webb si podía completar el estudio sobre el trabajo de las mujeres para marzo de 1889. Webb estaba trabajando en el estudio de la comunidad judía, que debía estar terminado en febrero. Los registros muestran que Collet comenzó a trabajar en la encuesta sobre el trabajo de las mujeres a fines de noviembre. No está documentado cómo se reclutó a Collet para el equipo de Booth. Webb y Collet tenían una amiga en común, Eleanor Marx, y Collet había asistido en 1887 a la conferencia de Toynbee Hall sobre el trabajo y los salarios de las mujeres, a la que también había asistido Booth. Collet fue contratada  formalmente por Booth a fines de 1888 y se hizo cargo del estudio de Green sobre el trabajo de las mujeres en el East End de Londres y contribuyó al estudio de Graham Balfour sobre Battersea Street. En 1890 estudió el asilo de trabajo Ashby-de-la-Zouch para el trabajo de Booth sobre los Poor Law Unions.
En sus diarios, Collet dejó constancia de que “este trabajo de investigación tiene muchos inconvenientes... Lo dejaría y lo dejaré cuando vea la oportunidad de ganar unas 60 libras esterlinas, incluso dando conferencias sobre economía". Mientras trabajaba para Booth, formaba a las chicas y ocasionalmente reemplazaba a Henry Higgs para dar conferencias sobre economía en Toynbee Hall. En 1892 Collet finalizó el trabajo con Booth, aunque siguió manteniendo una estrecha relación  con él y sus antiguos colegas. En 1931 colaboró aportando datos sobre el servicio doméstico al New Survey of London Life and Labor de Hubert Llewellyn Smith.

## Administración pública
Collet se unió a la administración pública y trabajó con la Junta de Comercio para la introducción de muchas reformas, incluida la de la pensión de jubilación y las bolsas de trabajo (oficinas de empleo). Durante estos años trabajó con políticos de renombre como David Lloyd George, Ramsay MacDonald, William Beveridge y Winston Churchill.

## Vida privada
Su familia conoció a Karl Marx y Clara se hizo amiga muy cercana de su hija Eleanor Marx. También fue amiga de George Gissing durante los últimos diez años de su vida. Se conocieron en julio de 1893.  Tras su muerte, ella se ofreció a actuar como tutora de sus dos hijos cuando quedó claro que a su segunda esposa, Edith, le resultaría difícil  salir adelante. En ese momento también se involucró en un largo desacuerdo con HG Wells sobre el prólogo de la novela Veranilda, publicada póstumamente por Gissing.

## Publicaciones
Para la encuesta de Charles Booth Life and Labour of the People London, Collet fue autora también de Secondary Educatión; Grils, West End Tailoring (Women's), Women's Work and Report on the Money Wages of Indoor Domestic Servant. Collet siguió interesada en el estudio del trabajo de las mujeres durante el resto de su vida y publicó artículos sobre la posición económica estas. Tales como:
- La posición económica de las trabajadoras educadas (1902)
- Mujeres en la industria (1911)
- Cambios en los salarios y las condiciones de los sirvientes domésticos en familias e instituciones privadas en el condado de Londres Collet & Daphne Sanger (1930)